# Малевский, Владимир Евгеньевич
Малевский Владимир Евгеньевич (1 ноября 1925, Ленинград — 17 октября 1981, Ленинград) — советский живописец, член Ленинградского Союза художников.

## Биография
Родился 1 ноября 1925 года в Ленинграде. До войны окончил 7 классов средней школы. Блокадную зиму 1941 пережил в Ленинграде. В марте 1942 с семьёй эвакуирован в Архангельск, откуда в январе 1943 призван в Красную армию. В феврале 1944 года был тяжело ранен и получил отморожение ноги IV степени. Находился на лечении в госпиталях Ижевска и Свердловска. В августе 1944 года демобилизован по ранению и вернулся в Архангельск, где работал учеником художника в кинотеатре «Эдиссон».
В марте 1946 года с матерью Елизаветой Фёдоровной Зиновьевой (1894—1958) и старшей сестрой вернулся в Ленинград (отец Евгений Владимирович Малевский умер в 1942 году) и поступил в Художественно-педагогическое училище, которое окончил в 1951 году. В том же году принят на живописный факультет ЛИЖСА имени И. Е. Репина. Занимался у Александра Зайцева, Василия Соколова, Леонида Худякова. В 1957 году окончил институт по мастерской Бориса Иогансона с присвоением звания художника живописи. Дипломная работа — картина «На стройке».
После окончания института в 1958—1960 годах продолжил работу в творческой мастерской Академии художеств СССР под руководством Бориса Иогансона. Участвовал в выставках с 1957 года. Писал портреты, тематические картины, пейзажи, натюрморты. Среди созданных произведений картины «Пионы» (1958), «Летний день» (1961), «1905 год» (1967), «Сирень» (1972), «Велосипедисты», «Регата» (обе 1980) и другие.
Скончался 17 октября 1981 года в Ленинграде на 56-м году жизни. 
Произведения В. Е. Малевского находятся в музеях и частных собраниях в России и зарубежья.

## Галерея

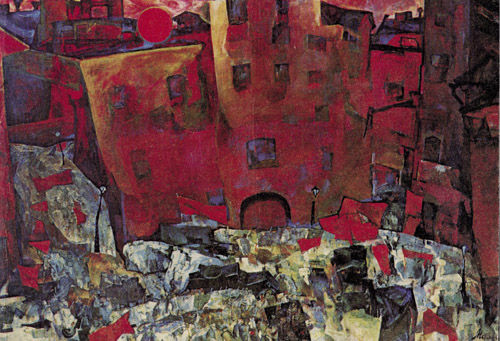
«Революционные дни» (1969): холст, масло, 165х250
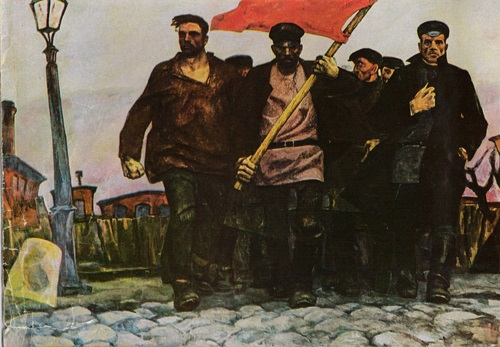
«1905 год» (1967), холст, масло, 200х290
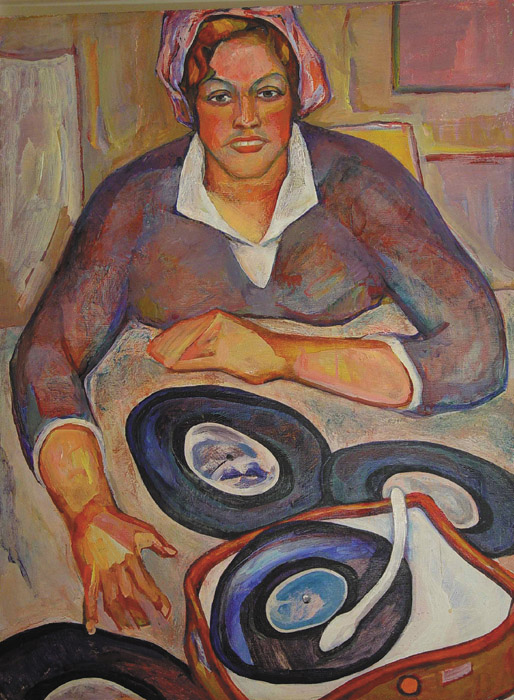
«Любимая пластинка» (1968), холст, масло 101х75,5